# Харада, Эйко
Эйко Харада (яп. 原田 泳幸, род. 3 декабря 1948 года) — японский бизнесмен и инженер. Представительный директор Harada Eiyuki Office Co. Ltd. Его настоящее имя — Нагаюки Харада. Родился в городе Сасебо, префектура Нагасаки.

## Биография
Эйко Харада родился в Сасебо, окончил южную среднюю школу Сасебо в префектуре Нагасаки, а затем отучился в университете Токай.

## Карьера
После работы в Национальной кассовой компании Японии, Ltd. (В настоящее время известной как NCR Japan, Ltd.) и Yokogawa Hewlett-Packard Co., Ltd. (В настоящее время известный как Hewlett-Packard Japan, Ltd.), Харада являлся членом управления Schlumberger K.K., членом управления Apple Japan, Inc., вице-президентом Apple Computer, Inc., (США), представителем управления и генеральным менеджером Apple Japan, Inc., председателем управления, президентом и CEO, директором-представителем McDonald’s Company (Япония), Ltd., председателем управления, президентом и CEO, директором-представителем McDonald’s Holdings Company (Япония), Ltd., директором-представителем Benesse Holdings, Inc., председателем, президентом и главным исполнительным директором Gong Cha Japan Co., Ltd. и членом глобальной команды высшего руководства Gong Cha Group.
Эйко Харада присоединился к EGAO Co., Ltd. в качестве генерального директора.

## Личная жизнь
Харада женат на Джей-поп певице и авторе песен Юми Танимуре.
Харада был арестован Управлением столичной полиции Токио из-за обвинения о домашнем насилии по отношению к своей жене 6 февраля 2021 года. Харада отрицает обвинения, сообщил полицейский участок Сибуя. 24 февраля 2021 года Эйко Харада ушел с поста председателя, президента и исполнительного директора Gong Cha Japan «по личным причинам».